# ストラウス兄弟
グレッグ（Greg、1975年1月16日 - ）とコリン（Colin、1976年11月8日 - ）のストラウス兄弟（Brothers Strause）は、アメリカ合衆国の映画監督、VFXアーティスト、映画プロデューサー。共同で映画製作に携わり、技術編集も手掛けている。映画『ナッティ・プロフェッサー クランプ教授の場合』(原題： The Nutty Professor）や『X-ファイル』（原題：The X-Files）などのVFX制作に携わり1996年に米国サンタモニカに独立系のVFXスタジオPixel Envyを設立、その後2002年にハイドラックスを設立。

## 主な監督作品
- AVP2 エイリアンズVS.プレデター Aliens vs. Predator: Requiem (2007)
- スカイライン -征服- Skyline (2010)

## 参加作品
- スカイライン -奪還- Beyond Skyline (2017) 製作
- スカイライン -逆襲- Skylin3s (2020) 製作